# لاینگاردن
لاینگاردن (به آلمانی: Leingarten) یک شهر در آلمان است که در ناحیه هایلبرون واقع شده‌است.

## خصوصیات
لاینگاردن ۱۰٬۶۴۸ نفر جمعیت دارد.

## خواهرخوانده
شهر آسولا، لمباردی خواهرخواندهٔ لاینگاردن هست.